# Treehouse of Horror XXXI
"Treehouse of Horror XXXI", titulado La casita del horror XXXI en Hispanoamérica y La casa-árbol del terror XXXI en España, es el cuarto episodio de la trigésima segunda temporada de la comedia animada estadounidense Los Simpson, y el episodio 688 en general, así como el trigésimo primer episodio de " Treehouse of Horror ". Se emitió en los Estados Unidos por Fox el 31 de octubre de 2020. El episodio fue dirigido por Steven Dean Moore, y escrito por Julia Prescott.
El episodio se compone de cuatro segmentos: "Elecciones de 2020", "Toy Gory" (una parodia de la franquicia Toy Story ), "Into the Homerverse" (una parodia de Spider-Man: Into the Spider-Verse ) y " Be Nine, Rewind "(una parodia de Russian Doll ). Ben Mankiewicz estrella invitada en el episodio como él mismo. También recibió críticas generalmente positivas y fue visto en vivo en los Estados Unidos por 4.93 millones de espectadores.

## Trama

### Elecciones de 2020 (Secuencia de apertura)
El día de las elecciones, Marge llama a Homer y le dice que vaya a la Primaria Springfield para votar. En la escuela, Homer rápidamente decide por quién quiere votar, excepto por quién quiere que sea presidente . Lisa entra en la cabina e intenta que Homer recuerde todo lo malo de los cuatro años anteriores, pero Homer no recuerda nada. Después de leer cincuenta cosas que hizo Donald Trump como presidente, Homer finalmente decide por quién votar. Sin embargo, resulta que Homer solo soñaba con votar. El día de la inauguración, Springfield es un caos. Después aparecen los Jinetes del Apocalipsis, y uno de los Jinetes lleva la bandera de Treehouse of Horror XXXI.

### Juguetes grotescos (Juguete sangriento en España)
Es un parodia de Toy Story. Antes de donar sus juguetes a la caridad, Bart decide torturarlos, sin darse cuenta de que tienen sentimientos. Más tarde, Marge le da un juguete de Hombre Radiactivo que Bart pone en un microondas, haciendo que se derrita. El resto de los juguetes deciden buscar venganza contra Bart, por lo que lo matan y lo convierten en un juguete, angustiando mucho a su familia.

### En el homero-verso (En el homerverso en España)
Marge llama a Homer para decirle que lleve a casa los dulces de Halloween, pero se los comió todos. Homer busca caramelos en la planta de energía nuclear y encuentra lo que cree que es una máquina expendedora. Cuando intenta ponerle una moneda de veinticinco centavos, explota. Después de despertar, Homer se da cuenta de que han aparecido versiones de él del Multiverso. Los Homers se hacen amigos y pasan tiempo juntos en Springfield. Lisa se da cuenta de que la explosión abrió un agujero en el continuo espacio-tiempo y le dice a Homer que recree la explosión para arreglarla.
Se dirigen a la planta de energía nuclear para hacerlo, pero el Sr. Burns los detiene. Versiones de Burns y Smithers de otras dimensiones luchan contra los Homers y ganan. Cuando Burns se entera de una versión Noir de Smithers que Burns de su mundo es su asistente, cede y envía a los Homers, Burns y Smithers alternativos de vuelta a sus propias dimensiones. Como efecto secundario, Homer comienza a cambiar a las formas de sus contrapartes.

### Cumple nueve, repite (Sé nueve, rebobina en España)
En su novena fiesta de cumpleaños, Lisa sigue muriendo y reiniciando el día. Luego se entera de que Nelson está experimentando lo mismo y que ambos tienen que estar vivos al mismo tiempo para poder vivir. Intentan terminar el ciclo buscando ayuda de Comic Book Guy, pero ninguna de sus ideas funciona. Entonces se dan cuenta de que la única forma de terminar es matando a Gil Gunderson, lo cual logran hacer. Lisa regresa a casa para celebrar adecuadamente su cumpleaños. En casa, todo ha vuelto a la normalidad excepto que Ralph tiene la cabeza hacia atrás.

### Créditos
En la secuencia de créditos se pueden mostrar imágenes de cada segmento de todas las “Casitas del Horror” en reversa, desde el último segmento de Treehouse of Horror XXX (2019) hasta el primer segmento de Treehouse of Horror I (1990).

## Producción

### Desarrollo
Un clip del episodio se mostró durante el panel de Los Simpson en Comic-con @ Home. Un clip extendido fue lanzado durante una entrevista con el showrunner Al Jean . El segmento "Toy Gory", fue animado completamente en CGI, lo que marca la primera vez que la serie utiliza ese estilo de animación desde " Treehouse of Horror VI " en 1996. Inicialmente, cuando se animó por primera vez, el episodio no incluía a los personajes con máscaras, sin embargo, para reflexionar sobre la pandemia de COVID-19, el showrunner Al Jean le pidió al director Steven Dean Moore que hiciera que todos los personajes, excepto Homer, usaran una máscara. Ben Mankiewicz aparece en el episodio como él mismo.

### Lanzamiento
El episodio estaba originalmente programado para emitirse el 18 de octubre de 2020, sin embargo, debido a que fue reemplazado por el séptimo juego de la Serie de Campeonato de la Liga Nacional de 2020, el episodio fue reprogramado para emitirse el 1 de noviembre de 2020. El episodio se proyectó el 14 de octubre de 2020 en "Paley Front Row: Simpsons Treehouse of Horror", un panel de discusión organizado por Decider, Paley Center for Media y Fox, y en Canadá en Citytv en su fecha de emisión originalmente programada de 18 de octubre de 2020.